# Klasa okręgowa (2023/2024)/Województwa podkarpackie, podlaskie, pomorskie i śląskie

## Województwo podkarpackie

### Grupa Dębica

#### Drużyny
| Uczestnicy poprzedniej edycji                                                                                 | Uczestnicy poprzedniej edycji | Uczestnicy poprzedniej edycji | Uczestnicy poprzedniej edycji |
| --- | ----------------------------- | ----------------------------- | ----------------------------- |
| VCZ | Victoria Czermin              | 2                             |                               |
| RRW | Radomyślanka Radomyśl Wielki  | 3                             |                               |
| KO2 | Sokół II Kolbuszowa Dolna     | 4                             |                               |
| CPU | Chemik Pustków                | 5                             |                               |
| PWP | Piast Wolica Piaskowa         | 6                             |                               |
| KGO | Kamieniarz Golemki            | 7                             |                               |
| LŻY | LKS Żyraków                   | 8                             |                               |
| CCZ | Czarnovia Czarna              | 9                             |                               |
| SMI | Smoczanka Mielec              | 10                            |                               |
| LPU | LKS Pustków                   | 11                            |                               |
| CZT | Czarni Trześń                 | 12                            |                               |
| Spadek z IV ligi 2022/2023                                                                                    |                               |                               |                               |
| grupa podkarpacka                                                                                             |                               |                               |                               |
| SM2 | Stal II Mielec                | 16                            |                               |
| Awans z klasy A 2022/2023                                                                                     |                               |                               |                               |
| grupa Dębica                                                                                                  |                               |                               |                               |
| KAK | Kaskada Kamionka              | 1                             |                               |
| LGŁ | LKS Głowaczowa                | 2                             |                               |
| grupa Rzeszów III                                                                                             |                               |                               |                               |
| DCH | Dromader Chrząstów            | 1                             |                               |
| KOL | Kolbuszowianka Kolbuszowa     | 2                             |                               |
| Oznaczenia: - kolumna pierwsza – skróty nazw drużyn, - kolumna trzecia – miejsce zajęte w poprzednim sezonie. |                               |                               |                               |

#### Tabela
| Lp. | Drużyna                      | M  | Z  | R | P  | Bramki | Bramki | Różn. | Pkt | Uwagi                                                          | Bezpośrednio |
| --- | ---------------------------- | -- | -- | - | -- | ------ | ------ | ----- | --- | -------------------------------------------------------------- | ------------ |
| 1   | Stal II Mielec (M) (A)       | 30 | 21 | 7 | 2  | 86     | 22     | +64   | 70  | Awans do IV ligi                                               |              |
| 2   | Victoria Czermin             | 30 | 20 | 6 | 4  | 78     | 30     | +48   | 66  |                                                                |              |
| 3   | LKS Żyraków                  | 30 | 17 | 3 | 10 | 75     | 63     | +12   | 54  |                                                                |              |
| 4   | LKS Pustków                  | 30 | 15 | 4 | 11 | 81     | 68     | +13   | 49  |                                                                |              |
| 5   | Kaskada Kamionka             | 30 | 13 | 9 | 8  | 66     | 49     | +17   | 48  |                                                                |              |
| 6   | Dromader Chrząstów           | 30 | 13 | 8 | 9  | 65     | 50     | +15   | 47  |                                                                |              |
| 7   | LKS Głowaczowa               | 30 | 14 | 4 | 12 | 71     | 62     | +9    | 46  | LGŁ: 9 pkt, różn. +4 KGO: 6 pkt, różn. +2 KOL: 3 pkt, różn. -6 |              |
| 8   | Kamieniarz Golemki           | 30 | 15 | 1 | 14 | 71     | 62     | +9    | 46  | LGŁ: 9 pkt, różn. +4 KGO: 6 pkt, różn. +2 KOL: 3 pkt, różn. -6 |              |
| 9   | Kolbuszowianka Kolbuszowa    | 30 | 14 | 4 | 12 | 55     | 59     | −4    | 46  | LGŁ: 9 pkt, różn. +4 KGO: 6 pkt, różn. +2 KOL: 3 pkt, różn. -6 |              |
| 10  | Radomyślanka Radomyśl Wielki | 30 | 13 | 6 | 11 | 66     | 51     | +15   | 45  | RRW – KO2 5:1 KO2 – RRW 2:2                                    |              |
| 11  | Sokół II Kolbuszowa Dolna    | 30 | 13 | 6 | 11 | 82     | 65     | +17   | 45  | RRW – KO2 5:1 KO2 – RRW 2:2                                    |              |
| 12  | Smoczanka Mielec             | 30 | 9  | 9 | 12 | 45     | 65     | −20   | 36  |                                                                |              |
| 13  | Chemik Pustków               | 30 | 8  | 6 | 16 | 49     | 63     | −14   | 30  |                                                                |              |
| 14  | Piast Wolica Piaskowa1 (S)   | 30 | 7  | 3 | 20 | 46     | 85     | −39   | 24  | Spadek do klasy B                                              |              |
| 15  | Czarnovia Czarna (S)         | 30 | 3  | 5 | 22 | 25     | 100    | −75   | 14  | Spadek do klasy A                                              |              |
| 16  | Czarni Trześń (S)            | 30 | 2  | 5 | 23 | 36     | 103    | −67   | 11  | Spadek do klasy A                                              |              |

### Grupa Jarosław

#### Drużyny
| Uczestnicy poprzedniej edycji                                                                                 | Uczestnicy poprzedniej edycji | Uczestnicy poprzedniej edycji | Uczestnicy poprzedniej edycji |
| --- | ----------------------------- | ----------------------------- | ----------------------------- |
| OPR | Orzeł Przeworsk               | 2                             |                               |
| PTU | Piast Tuczempy                | 3                             |                               |
| GOG | Gorliczanka Gorliczyna        | 4                             |                               |
| PMO | Płomień Morawsko              | 5                             |                               |
| SAN | Santos Piwoda                 | 6                             |                               |
| SGO | San Gorzyce                   | 7                             |                               |
| PUR | Promyk Urzejowice             | 8                             |                               |
| SLJ | Start Lisie Jamy              | 9                             |                               |
| BCK | Biało-Czerwoni Kaszyce        | 10                            |                               |
| PRU | Start Pruchnik                | 11                            |                               |
| Spadek z IV ligi 2022/2023                                                                                    |                               |                               |                               |
| grupa podkarpacka                                                                                             |                               |                               |                               |
| WÓL | Wólczanka Wólka Pełkińska     | 17                            |                               |
| SKO | LKS Skołoszów                 | 18                            |                               |
| Awans z klasy A 2022/2023                                                                                     |                               |                               |                               |
| grupa Jarosław                                                                                                |                               |                               |                               |
| DĄB | Dąb Dobkowice                 | 1                             |                               |
| grupa Lubaczów                                                                                                |                               |                               |                               |
| OZA | Orkan Zapałów                 | 1                             |                               |
| grupa Przemyśl                                                                                                |                               |                               |                               |
| PRZ | Czuwaj Przemyśl               | 1                             |                               |
| grupa Przeworsk                                                                                               |                               |                               |                               |
| WSI | Wisełka Siennów               | 1                             |                               |
| Oznaczenia: - kolumna pierwsza – skróty nazw drużyn, - kolumna trzecia – miejsce zajęte w poprzednim sezonie. |                               |                               |                               |

#### Tabela
| Lp. | Drużyna                   | M  | Z  | R | P  | Bramki | Bramki | Różn. | Pkt | Uwagi                       | Bezpośrednio |
| --- | ------------------------- | -- | -- | - | -- | ------ | ------ | ----- | --- | --------------------------- | ------------ |
| 1   | Orzeł Przeworsk (M) (A)   | 30 | 24 | 3 | 3  | 132    | 27     | +105  | 75  | Awans do IV ligi            |              |
| 2   | LKS Skołoszów             | 30 | 20 | 4 | 6  | 85     | 33     | +52   | 64  |                             |              |
| 3   | Czuwaj Przemyśl           | 30 | 19 | 4 | 7  | 77     | 47     | +30   | 61  |                             |              |
| 4   | Piast Tuczempy            | 30 | 17 | 6 | 7  | 78     | 44     | +34   | 57  |                             |              |
| 5   | Start Pruchnik            | 30 | 15 | 5 | 10 | 69     | 46     | +23   | 50  | PRU – SLJ 1:1 SLJ – PRU 1:1 |              |
| 6   | Start Lisie Jamy          | 30 | 15 | 5 | 10 | 69     | 61     | +8    | 50  | PRU – SLJ 1:1 SLJ – PRU 1:1 |              |
| 7   | Wólczanka Wólka Pełkińska | 30 | 15 | 3 | 12 | 78     | 50     | +28   | 48  |                             |              |
| 8   | Gorliczanka Gorliczyna    | 30 | 14 | 4 | 12 | 73     | 55     | +18   | 46  |                             |              |
| 9   | Dąb Dobkowice             | 30 | 13 | 5 | 12 | 79     | 69     | +10   | 44  |                             |              |
| 10  | Płomień Morawsko          | 30 | 13 | 2 | 15 | 60     | 62     | −2    | 41  |                             |              |
| 11  | Santos Piwoda             | 30 | 12 | 4 | 14 | 50     | 61     | −11   | 40  |                             |              |
| 12  | Biało-Czerwoni Kaszyce    | 30 | 11 | 4 | 15 | 63     | 79     | −16   | 37  |                             |              |
| 13  | Promyk Urzejowice         | 30 | 9  | 7 | 14 | 65     | 69     | −4    | 34  |                             |              |
| 14  | Wisełka Siennów (S)       | 30 | 9  | 5 | 16 | 59     | 75     | −16   | 32  | Spadek do klasy A           |              |
| 15  | San Gorzyce (S)           | 30 | 1  | 2 | 27 | 32     | 161    | −129  | 5   | Spadek do klasy A           |              |
| 16  | Orkan Zapałów (S)         | 30 | 0  | 3 | 27 | 9      | 139    | −130  | 3   | Spadek do klasy A           |              |

### Grupa Krosno

#### Drużyny
| Uczestnicy poprzedniej edycji                                                                                 | Uczestnicy poprzedniej edycji | Uczestnicy poprzedniej edycji | Uczestnicy poprzedniej edycji |
| --- | ----------------------------- | ----------------------------- | ----------------------------- |
| STR | Start Rymanów                 | 2                             |                               |
| BUD | Bieszczady Ustrzyki Dolne     | 3                             |                               |
| LCZ | LKS Czeluśnica                | 4                             |                               |
| PAT | Partyzant Targowiska          | 5                             |                               |
| CJA | Czarni 1910 Jasło             | 6                             |                               |
| ZAM | Zamczysko Mrukowa             | 7                             |                               |
| BES | Przełom Besko                 | 8                             |                               |
| DUK | Przełęcz Dukla                | 9                             |                               |
| TEM | Tempo Nienaszów               | 10                            |                               |
| NAF | Nafta Jedlicze                | 11                            |                               |
| MKR | Markiewicza Krosno            | 121                           |                               |
| ZOD | Zamczysko Odrzykoń            | 13                            |                               |
| Awans z klasy A 2022/2023                                                                                     |                               |                               |                               |
| grupa Krosno I                                                                                                |                               |                               |                               |
| WIS | Wiki Sanok                    | 1                             |                               |
| grupa Krosno II                                                                                               |                               |                               |                               |
| GGS | Górnik Grabownica Starzeńska  | 1                             |                               |
| grupa Krosno III                                                                                              |                               |                               |                               |
| LSK | LKS Skołyszyn                 | 1                             |                               |
| OKO | Ostoja Kołaczyce              | 2                             |                               |
| Oznaczenia: - kolumna pierwsza – skróty nazw drużyn, - kolumna trzecia – miejsce zajęte w poprzednim sezonie. |                               |                               |                               |

Objaśnienia:
1. Markiewicza Krosno wycofało się z rozgrywek po 4. kolejce.

#### Tabela
| Lp. | Drużyna                      | M  | Z  | R | P  | Bramki | Bramki | Różn. | Pkt | Uwagi                       | Bezpośrednio                |
| --- | ---------------------------- | -- | -- | - | -- | ------ | ------ | ----- | --- | --------------------------- | --------------------------- |
| 1   | Czarni 1910 Jasło (M) (A)    | 28 | 25 | 1 | 2  | 74     | 21     | +53   | 76  | Awans do IV ligi            |                             |
| 2   | LKS Czeluśnica               | 28 | 19 | 4 | 5  | 82     | 31     | +51   | 61  |                             | LCZ – STR 4:2 STR – LCZ 2:1 |
| 3   | Start Rymanów                | 28 | 19 | 4 | 5  | 89     | 48     | +41   | 61  |                             | LCZ – STR 4:2 STR – LCZ 2:1 |
| 4   | Tempo Nienaszów              | 28 | 16 | 8 | 4  | 74     | 43     | +31   | 56  |                             |                             |
| 5   | Partyzant Targowiska         | 28 | 15 | 3 | 10 | 78     | 42     | +36   | 48  |                             |                             |
| 6   | Wiki Sanok                   | 28 | 13 | 8 | 7  | 49     | 33     | +16   | 47  |                             |                             |
| 7   | Przełom Besko                | 28 | 14 | 4 | 10 | 52     | 49     | +3    | 46  |                             |                             |
| 8   | Zamczysko Mrukowa            | 28 | 12 | 6 | 10 | 39     | 41     | −2    | 42  | ZAM – DUK 4:2 DUK – ZAM 1:1 |                             |
| 9   | Przełęcz Dukla               | 28 | 13 | 3 | 12 | 59     | 50     | +9    | 42  | ZAM – DUK 4:2 DUK – ZAM 1:1 |                             |
| 10  | Nafta Jedlicze               | 28 | 9  | 5 | 14 | 50     | 47     | +3    | 32  |                             |                             |
| 11  | Bieszczady Ustrzyki Dolne    | 28 | 7  | 4 | 17 | 39     | 57     | −18   | 25  |                             |                             |
| 12  | Zamczysko Odrzykoń           | 28 | 6  | 6 | 16 | 26     | 53     | −27   | 24  |                             |                             |
| 13  | Górnik Grabownica Starzeńska | 28 | 4  | 3 | 21 | 31     | 102    | −71   | 15  |                             |                             |
| 14  | Ostoja Kołaczyce (S)         | 28 | 3  | 5 | 20 | 29     | 82     | −53   | 14  | Spadek do klasy A           |                             |
| 15  | LKS Skołyszyn (S)            | 28 | 0  | 6 | 22 | 24     | 96     | −72   | 6   | Spadek do klasy A           |                             |
| -   | Markiewicza Krosno1          | 0  | 0  | 0 | 0  | 0      | 0      | 0     | 0   | Drużyna wycofana            |                             |

### Grupa Rzeszów

#### Drużyny
| Uczestnicy poprzedniej edycji                                                                                 | Uczestnicy poprzedniej edycji  | Uczestnicy poprzedniej edycji | Uczestnicy poprzedniej edycji |
| --- | ------------------------------ | ----------------------------- | ----------------------------- |
| STY | Strug Tyczyn                   | 2                             |                               |
| ZAC | KS Zaczernie                   | 3                             |                               |
| BBŁ | Błażowianka Błażowa            | 4                             |                               |
| MAL | Strumyk Malawa                 | 5                             |                               |
| WRA | Włókniarz Rakszawa             | 6                             |                               |
| SSM | Sokół Sokołów Małopolski       | 7                             |                               |
| IZG | Iskra Zgłobień                 | 8                             |                               |
| JNI | Jedność Niechobrz              | 9                             |                               |
| LWP | Leśna Wólka Podleśna           | 10                            |                               |
| SON | Sawa Sonina                    | 11                            |                               |
| KSP | KS Przybyszówka                | 12                            |                               |
| GGD | Grodziszczanka Grodzisko Dolne | 13                            |                               |
| Awans z klasy A 2022/2023                                                                                     |                                |                               |                               |
| grupa Rzeszów I                                                                                               |                                |                               |                               |
| LJA | LKS Jasionka                   | 1                             |                               |
| LTR | LKS Trzebownisko               | 1                             |                               |
| grupa Rzeszów II                                                                                              |                                |                               |                               |
| BŻO | Błękit Żołynia                 | 1                             |                               |
| KSD | KS Dąbrówki                    | 2                             |                               |
| Oznaczenia: - kolumna pierwsza – skróty nazw drużyn, - kolumna trzecia – miejsce zajęte w poprzednim sezonie. |                                |                               |                               |

#### Tabela
| Lp. | Drużyna                            | M  | Z  | R | P  | Bramki | Bramki | Różn. | Pkt | Uwagi                       | Bezpośrednio |
| --- | ---------------------------------- | -- | -- | - | -- | ------ | ------ | ----- | --- | --------------------------- | ------------ |
| 1   | Strug Tyczyn (M) (A)               | 30 | 23 | 5 | 2  | 108    | 33     | +75   | 74  | Awans do IV ligi            |              |
| 2   | Błażowianka Błażowa                | 30 | 22 | 4 | 4  | 64     | 22     | +42   | 70  |                             |              |
| 3   | Włókniarz Rakszawa                 | 30 | 18 | 4 | 8  | 73     | 37     | +36   | 58  |                             |              |
| 4   | LKS Jasionka                       | 30 | 17 | 6 | 7  | 73     | 35     | +38   | 57  |                             |              |
| 5   | KS Zaczernie                       | 30 | 17 | 2 | 11 | 80     | 56     | +24   | 53  | ZAC – BŻO 3:1 BŻO – ZAC 2:1 |              |
| 6   | Błękit Żołynia                     | 30 | 16 | 5 | 9  | 58     | 48     | +10   | 53  | ZAC – BŻO 3:1 BŻO – ZAC 2:1 |              |
| 7   | Sokół Sokołów Małopolski           | 30 | 14 | 6 | 10 | 68     | 59     | +9    | 48  |                             |              |
| 8   | Iskra Zgłobień                     | 30 | 14 | 3 | 13 | 78     | 63     | +15   | 45  | IZG – SON 1:2 SON – IZG 1:2 |              |
| 9   | Sawa Sonina                        | 30 | 14 | 3 | 13 | 56     | 61     | −5    | 45  | IZG – SON 1:2 SON – IZG 1:2 |              |
| 10  | Strumyk Malawa                     | 30 | 12 | 3 | 15 | 50     | 58     | −8    | 39  |                             |              |
| 11  | LKS Trzebownisko                   | 30 | 10 | 8 | 12 | 47     | 46     | +1    | 38  | LTR – JNI 3:2 JNI – LTR 0:3 |              |
| 12  | Jedność Niechobrz                  | 30 | 12 | 2 | 16 | 42     | 61     | −19   | 38  | LTR – JNI 3:2 JNI – LTR 0:3 |              |
| 13  | KS Dąbrówki                        | 30 | 7  | 4 | 19 | 37     | 83     | −46   | 25  |                             |              |
| 14  | KS Przybyszówka (S)                | 30 | 7  | 1 | 22 | 48     | 78     | −30   | 22  | Spadek do klasy A           |              |
| 15  | Grodziszczanka Grodzisko Dolne (S) | 30 | 4  | 1 | 25 | 21     | 80     | −59   | 13  | Spadek do klasy A           |              |
| 16  | Leśna Wólka Podleśna (S)           | 30 | 3  | 3 | 24 | 32     | 115    | −83   | 12  | Spadek do klasy A           |              |

### Grupa Stalowa Wola

#### Drużyny
| Uczestnicy poprzedniej edycji                                                                                 | Uczestnicy poprzedniej edycji | Uczestnicy poprzedniej edycji | Uczestnicy poprzedniej edycji |
| --- | ----------------------------- | ----------------------------- | ----------------------------- |
| SS2 | Stal II Stalowa Wola          | 2                             |                               |
| NDĘ | Stal Nowa Dęba                | 3                             |                               |
| TRA | Transdźwig Stale              | 4                             |                               |
| LEŻ | Pogoń Leżajsk                 | 5                             |                               |
| AWZ | Azalia Wola Zarczycka         | 6                             |                               |
| LŹD | LZS Ździary                   | 7                             |                               |
| SGO | Stal Gorzyce                  | 8                             |                               |
| DTW | Dolina-Tanew Wólka Tanewska   | 9                             |                               |
| ŁOW | ŁKS Łowisko                   | 10                            |                               |
| SI2 | Siarka II Tarnobrzeg          | 11                            |                               |
| SAK | San Kłyżów                    | 12                            |                               |
| KSJ | KS Jarocin                    | 13                            |                               |
| Spadek z IV ligi 2022/2023                                                                                    |                               |                               |                               |
| grupa podkarpacka                                                                                             |                               |                               |                               |
| NIS | Sokół Nisko                   | 15                            |                               |
| Awans z klasy A 2022/2023                                                                                     |                               |                               |                               |
| grupa Stalowa Wola I                                                                                          |                               |                               |                               |
| JEC | Jeziorak Chwałowice           | 1                             |                               |
| KSW | KSTŁK Stalowa Wola            | 21,2                          |                               |
| grupa Stalowa Wola II                                                                                         |                               |                               |                               |
| SJE | Sparta Jeżowe                 | 1                             |                               |
| Oznaczenia: - kolumna pierwsza – skróty nazw drużyn, - kolumna trzecia – miejsce zajęte w poprzednim sezonie. |                               |                               |                               |

Objaśnienia:
1. KSTŁK Stalowa Wola wygrał baraże o awans do klasy okręgowej z PUKS-em Francesco Jelną.
2. KSTŁK Stalowa Wola wycofał się po 3. kolejce.

#### Tabela
| Lp. | Drużyna                     | M  | Z  | R | P  | Bramki | Bramki | Różn. | Pkt | Uwagi                       | Bezpośrednio                |
| --- | --------------------------- | -- | -- | - | -- | ------ | ------ | ----- | --- | --------------------------- | --------------------------- |
| 1   | Sokół Nisko (M) (A)         | 28 | 24 | 0 | 4  | 81     | 20     | +61   | 72  | Awans do IV ligi            |                             |
| 2   | ŁKS Łowisko                 | 28 | 22 | 3 | 3  | 92     | 20     | +72   | 69  |                             | ŁOW – LŹD 2:2 LŹD – ŁOW 1:2 |
| 3   | LZS Ździary                 | 28 | 17 | 5 | 6  | 86     | 46     | +40   | 56  |                             | ŁOW – LŹD 2:2 LŹD – ŁOW 1:2 |
| 4   | Pogoń Leżajsk               | 28 | 17 | 5 | 6  | 70     | 34     | +36   | 56  |                             |                             |
| 5   | Stal II Stalowa Wola        | 28 | 16 | 3 | 9  | 85     | 56     | +29   | 51  |                             |                             |
| 6   | Azalia Wola Zarczycka       | 28 | 13 | 4 | 11 | 62     | 62     | 0     | 43  |                             |                             |
| 7   | Stal Gorzyce                | 28 | 11 | 7 | 10 | 58     | 47     | +11   | 40  |                             |                             |
| 8   | Stal Nowa Dęba              | 28 | 11 | 4 | 13 | 46     | 46     | 0     | 37  | NDĘ – TRA 2:1 TRA – NDĘ 2:2 |                             |
| 9   | Transdźwig Stale            | 28 | 10 | 5 | 13 | 52     | 65     | −13   | 35  | NDĘ – TRA 2:1 TRA – NDĘ 2:2 |                             |
| 10  | Siarka II Tarnobrzeg        | 28 | 9  | 2 | 17 | 51     | 73     | −22   | 29  |                             |                             |
| 11  | Dolina-Tanew Wólka Tanewska | 28 | 8  | 3 | 17 | 52     | 84     | −32   | 27  |                             |                             |
| 12  | Sparta Jeżowe               | 28 | 8  | 2 | 18 | 49     | 89     | −40   | 26  |                             |                             |
| 13  | Jeziorak Chwałowice         | 28 | 7  | 2 | 19 | 48     | 79     | −31   | 23  |                             |                             |
| 14  | San Kłyżów                  | 28 | 6  | 4 | 18 | 44     | 87     | −43   | 22  |                             |                             |
| 15  | KS Jarocin (S)              | 28 | 5  | 3 | 20 | 28     | 96     | −68   | 18  | Spadek do klasy A           |                             |
| -   | KSTŁK Stalowa Wola1         | 0  | 0  | 0 | 0  | 0      | 0      | 0     | 0   | Drużyna wycofana            |                             |

## Województwo podlaskie

### Grupa podlaska

#### Drużyny
| Uczestnicy poprzedniej edycji                                                                                 | Uczestnicy poprzedniej edycji | Uczestnicy poprzedniej edycji | Uczestnicy poprzedniej edycji |
| --- | ----------------------------- | ----------------------------- | ----------------------------- |
| GGR | GKS Gródek                    | 31                            |                               |
| AUG | Sparta Augustów               | 4                             |                               |
| UKR | UM Krynki                     | 5                             |                               |
| PIB | Piast Białystok               | 6                             |                               |
| SSO | Sokół 1946 Sokółka            | 7                             |                               |
| MIE | MKS Mielnik                   | 8                             |                               |
| KOR | Kora Korycin                  | 9                             |                               |
| ŁAP | Pogoń Łapy                    | 10                            |                               |
| ZAB | Rudnia Zabłudów               | 11                            |                               |
| HAJ | Puszcza Hajnówka              | 12                            |                               |
| GST | GKS Stawiski                  | 13                            |                               |
| SEJ | Pomorzanka Sejny              | 14                            |                               |
| Spadek z IV ligi 2022/2023                                                                                    |                               |                               |                               |
| grupa podlaska                                                                                                |                               |                               |                               |
| KOL | Orzeł Kolno                   | 18                            |                               |
| Awans z klasy A 2022/2023                                                                                     |                               |                               |                               |
| grupa podlaska I                                                                                              |                               |                               |                               |
| GON | Biebrza Goniądz               | 1                             |                               |
| grupa podlaska II                                                                                             |                               |                               |                               |
| TTK | Turośnianka Turośń Kościelna  | 1                             |                               |
| grupa podlaska III                                                                                            |                               |                               |                               |
| PBR | Pionier Brańsk                | 1                             |                               |
| Oznaczenia: - kolumna pierwsza – skróty nazw drużyn, - kolumna trzecia – miejsce zajęte w poprzednim sezonie. |                               |                               |                               |

Objaśnienia:
1. GKS Gródek przegrał baraże o awans do IV ligi z Cresovią Siemiatycze.

#### Tabela
| Lp. | Drużyna                              | M  | Z  | R | P  | Bramki | Bramki | Różn. | Pkt | Uwagi                       | Bezpośrednio                |
| --- | ------------------------------------ | -- | -- | - | -- | ------ | ------ | ----- | --- | --------------------------- | --------------------------- |
| 1   | Turośnianka Turośń Kościelna (M) (A) | 30 | 23 | 4 | 3  | 111    | 32     | +79   | 73  | Awans do IV ligi            |                             |
| 2   | Orzeł Kolno (A)                      | 30 | 21 | 1 | 8  | 75     | 39     | +36   | 64  | Awans do IV ligi            |                             |
| 3   | Sparta Augustów (B)                  | 30 | 18 | 2 | 10 | 83     | 50     | +33   | 56  | Baraże o awans do IV ligi   |                             |
| 4   | UM Krynki                            | 30 | 17 | 2 | 11 | 83     | 51     | +32   | 53  |                             | UKR – PBR 4:0 PBR – UKR 1:1 |
| 5   | Pionier Brańsk                       | 30 | 16 | 5 | 9  | 64     | 39     | +25   | 53  |                             | UKR – PBR 4:0 PBR – UKR 1:1 |
| 6   | Sokół 1946 Sokółka                   | 30 | 15 | 3 | 12 | 46     | 44     | +2    | 48  |                             |                             |
| 7   | Rudnia Zabłudów                      | 30 | 13 | 7 | 10 | 62     | 55     | +7    | 46  |                             |                             |
| 8   | Piast Białystok                      | 30 | 14 | 2 | 14 | 55     | 72     | −17   | 44  |                             |                             |
| 9   | Pomorzanka Sejny                     | 30 | 13 | 4 | 13 | 60     | 56     | +4    | 43  |                             |                             |
| 10  | Pogoń Łapy                           | 30 | 12 | 6 | 12 | 64     | 61     | +3    | 42  |                             |                             |
| 11  | Puszcza Hajnówka                     | 30 | 9  | 8 | 13 | 57     | 75     | −18   | 35  |                             |                             |
| 12  | MKS Mielnik                          | 30 | 9  | 7 | 14 | 57     | 58     | −1    | 34  | MIE – GGR 2:0 GGR – MIE 2:1 |                             |
| 13  | GKS Gródek                           | 30 | 10 | 4 | 16 | 55     | 66     | −11   | 34  | MIE – GGR 2:0 GGR – MIE 2:1 |                             |
| 14  | GKS Stawiski (S)                     | 30 | 10 | 2 | 18 | 59     | 86     | −27   | 32  | Spadek do klasy A           |                             |
| 15  | Biebrza Goniądz (S)                  | 30 | 6  | 2 | 22 | 34     | 104    | −70   | 20  | Spadek do klasy A           |                             |
| 16  | Kora Korycin (S)                     | 30 | 4  | 1 | 25 | 28     | 105    | −77   | 13  | Spadek do klasy A           |                             |

#### Baraże o awans
W barażach o awans wzięły udział 16. drużyna podlaskiej grupy IV ligi i 3. drużyna klasy okręgowej. Zwycięzca uzyskał prawo do gry w IV lidze w następnym sezonie.
| 22 czerwca 2024 15:00 | Sparta Augustów · ?' ? · ?' ? · ?' ? · ?' ? · ?' ? | 5:1(?:?) | Czarni Czarna Białostocka · ?' ? |  |
|                       |                                                    |          |                                  |  |

| 26 czerwca 2024 16:00 | Czarni Czarna Białostocka · ?' ? · ?' ? · ?' ? · ?' ? · ?' ? · ?' ? · ?' ? | 7:2(?:?) | Sparta Augustów · ?' ? · ?' ? |  |
|                       |                                                                            |          |                               |  |

Zwycięzca: Czarni Czarna Białostocka

## Województwo pomorskie

### Grupa Gdańsk I

#### Drużyny
| Uczestnicy poprzedniej edycji                                                                                 | Uczestnicy poprzedniej edycji | Uczestnicy poprzedniej edycji | Uczestnicy poprzedniej edycji |
| --- | ----------------------------- | ----------------------------- | ----------------------------- |
| BA2 | Bałtyk II Gdynia              | 21                            |                               |
| JA2 | Jaguar II Gdańsk              | 31                            |                               |
| STG | Stoczniowiec Gdańsk           | 41                            |                               |
| RUM | Orkan Rumia                   | 5                             |                               |
| OTW | Orzeł Trąbki Wielkie          | 6                             |                               |
| CA2 | Cartusia II Kartuzy           | 7                             |                               |
| OSO | Osiczanka Osice               | 8                             |                               |
| GRÓ | GLKS Różyny                   | 9                             |                               |
| SBW | Sokół Bożepole Wielkie        | 10                            |                               |
| RED | Orlęta Reda                   | 11                            |                               |
| GR2 | Gryf II Wejherowo             | 12                            |                               |
| GSK | GKS Sierakowice               | 13                            |                               |
| CHW | KS Chwaszczyno                | 14                            |                               |
| Spadek z IV ligi 2022/2023                                                                                    |                               |                               |                               |
| grupa pomorska                                                                                                |                               |                               |                               |
| CPG | Czarni Pruszcz Gdański        | 15                            |                               |
| Awans z klasy A 2022/2023                                                                                     |                               |                               |                               |
| grupa Gdańsk I                                                                                                |                               |                               |                               |
| BRD | Błyskawica Reda-Rekowo Dolne  | 1                             |                               |
| grupa Gdańsk II                                                                                               |                               |                               |                               |
| PGD | Portowiec Gdańsk              | 1                             |                               |
| SPL | Sporting Leźno                | 2                             |                               |
| Oznaczenia: - kolumna pierwsza – skróty nazw drużyn, - kolumna trzecia – miejsce zajęte w poprzednim sezonie. |                               |                               |                               |

Objaśnienia:
1. Bałtyk II Gdynia i Jaguar II Gdańsk nie mogły wziąć udział w barażach o awans do IV ligi ze względu na występowanie na tym szczeblu pierwszych zespołów, w związku z czym uprawniony do udziału został Stoczniowiec Gdańsk. Przegrał on jednak z Radunią II Stężyca.

#### Tabela
| Lp. | Drużyna                          | M  | Z  | R  | P  | Bramki | Bramki | Różn. | Pkt | Uwagi                       | Bezpośrednio |
| --- | -------------------------------- | -- | -- | -- | -- | ------ | ------ | ----- | --- | --------------------------- | ------------ |
| 1   | Czarni Pruszcz Gdański (M) (A)   | 32 | 26 | 5  | 1  | 97     | 21     | +76   | 83  | Awans do IV ligi            |              |
| 2   | Stoczniowiec Gdańsk (B)          | 32 | 24 | 2  | 6  | 122    | 42     | +80   | 74  | Baraże o awans do IV ligi   |              |
| 3   | Sokół Bożepole Wielkie           | 32 | 18 | 8  | 6  | 68     | 32     | +36   | 62  |                             |              |
| 4   | Osiczanka Osice                  | 32 | 18 | 1  | 13 | 78     | 57     | +21   | 55  |                             |              |
| 5   | Orlęta Reda                      | 32 | 17 | 3  | 12 | 65     | 55     | +10   | 54  |                             |              |
| 6   | Orzeł Trąbki Wielkie             | 32 | 14 | 10 | 8  | 56     | 46     | +10   | 52  | OTW – SPL 2:1 SPL – OTW 2:1 |              |
| 7   | Sporting Leźno                   | 32 | 14 | 10 | 8  | 57     | 49     | +8    | 52  | OTW – SPL 2:1 SPL – OTW 2:1 |              |
| 8   | KS Chwaszczyno                   | 32 | 14 | 8  | 10 | 62     | 62     | 0     | 50  | CHW – RUM 2:3 RUM – CHW 0:2 |              |
| 9   | Orkan Rumia                      | 32 | 15 | 5  | 12 | 74     | 69     | +5    | 50  | CHW – RUM 2:3 RUM – CHW 0:2 |              |
| 10  | Bałtyk II Gdynia (S)             | 32 | 13 | 6  | 13 | 70     | 72     | −2    | 45  | Spadek do klasy A           |              |
| 11  | Jaguar II Gdańsk (S)             | 32 | 14 | 2  | 16 | 75     | 72     | +3    | 44  | Spadek do klasy A           |              |
| 12  | Błyskawica Reda-Rekowo Dolne (S) | 32 | 11 | 2  | 19 | 71     | 80     | −9    | 35  | Spadek do klasy A           |              |
| 13  | GLKS Różyny (S)                  | 32 | 9  | 6  | 17 | 70     | 85     | −15   | 33  | Spadek do klasy A           |              |
| 14  | Portowiec Gdańsk (S)             | 32 | 7  | 5  | 20 | 59     | 115    | −56   | 26  | Spadek do klasy A           |              |
| 15  | Cartusia II Kartuzy (S)          | 32 | 6  | 5  | 21 | 40     | 89     | −49   | 23  | Spadek do klasy A           |              |
| 16  | GKS Sierakowice (S)              | 32 | 3  | 9  | 20 | 28     | 94     | −66   | 18  | Spadek do klasy A           |              |
| 17  | Gryf II Wejherowo (S)            | 32 | 3  | 5  | 24 | 40     | 92     | −52   | 14  | Spadek do klasy A           |              |

### Grupa Gdańsk II

#### Drużyny
| Uczestnicy poprzedniej edycji                                                                                 | Uczestnicy poprzedniej edycji | Uczestnicy poprzedniej edycji | Uczestnicy poprzedniej edycji |
| --- | ----------------------------- | ----------------------------- | ----------------------------- |
| WSK | Wietcisa Skarszewy            | 21                            |                               |
| KCH | Kolejarz Chojnice             | 4                             |                               |
| STY | Styna Godziszewo              | 5                             |                               |
| NDG | Żuławy Nowy Dwór Gdański      | 6                             |                               |
| GKA | Gwiazda Karsin                | 7                             |                               |
| BSP | Błękitni Stare Pole           | 9                             |                               |
| TĘB | Tęcza Brusy                   | 10                            |                               |
| PPR | Pogoń Prabuty                 | 11                            |                               |
| CPE | Centrum Pelplin               | 12                            |                               |
| DLM | Delta Miłoradz                | 13                            |                               |
| KSS | KS Skorzewo                   | 15                            |                               |
| Spadek z IV ligi 2022/2023                                                                                    |                               |                               |                               |
| grupa pomorska                                                                                                |                               |                               |                               |
| PEL | Wierzyca Pelplin              | 16                            |                               |
| BCZ | Borowiak Czersk               | 18                            |                               |
| Awans z klasy A 2022/2023                                                                                     |                               |                               |                               |
| grupa Gdańsk III                                                                                              |                               |                               |                               |
| KAS | Kaszubia Kościerzyna          | 1                             |                               |
| grupa Gdańsk IV                                                                                               |                               |                               |                               |
| ROD | Rodło Kwidzyn                 | 1                             |                               |
| Oznaczenia: - kolumna pierwsza – skróty nazw drużyn, - kolumna trzecia – miejsce zajęte w poprzednim sezonie. |                               |                               |                               |

Objaśnienia:
1. Wietcisa Skarszewy przegrała baraże o awans do IV ligi z Radunią II Stężyca.

#### Tabela
| Lp. | Drużyna                  | M  | Z  | R | P  | Bramki | Bramki | Różn. | Pkt | Uwagi                     | Bezpośrednio |
| --- | ------------------------ | -- | -- | - | -- | ------ | ------ | ----- | --- | ------------------------- | ------------ |
| 1   | Wierzyca Pelplin (M) (A) | 28 | 23 | 3 | 2  | 117    | 22     | +95   | 72  | Awans do IV ligi          |              |
| 2   | Kolejarz Chojnice (B)    | 28 | 23 | 0 | 5  | 87     | 31     | +56   | 69  | Baraże o awans do IV ligi |              |
| 3   | Wietcisa Skarszewy (B)   | 28 | 19 | 6 | 3  | 62     | 34     | +28   | 63  | Baraże o awans do IV ligi |              |
| 4   | Borowiak Czersk          | 28 | 16 | 4 | 8  | 71     | 52     | +19   | 52  |                           |              |
| 5   | Kaszubia Kościerzyna     | 28 | 14 | 6 | 8  | 61     | 44     | +17   | 48  |                           |              |
| 6   | Centrum Pelplin          | 28 | 14 | 3 | 11 | 52     | 55     | −3    | 45  |                           |              |
| 7   | Styna Godziszewo         | 28 | 12 | 6 | 10 | 74     | 50     | +24   | 42  |                           |              |
| 8   | Żuławy Nowy Dwór Gdański | 28 | 11 | 5 | 12 | 55     | 54     | +1    | 38  |                           |              |
| 9   | Błękitni Stare Pole      | 28 | 9  | 4 | 15 | 46     | 67     | −21   | 31  |                           |              |
| 10  | Gwiazda Karsin           | 28 | 8  | 4 | 16 | 36     | 70     | −34   | 28  |                           |              |
| 11  | Rodło Kwidzyn            | 28 | 8  | 3 | 17 | 34     | 59     | −25   | 27  |                           |              |
| 12  | KS Skorzewo              | 28 | 6  | 8 | 14 | 53     | 78     | −25   | 26  |                           |              |
| 13  | Pogoń Prabuty            | 28 | 6  | 4 | 18 | 53     | 78     | −25   | 22  |                           |              |
| 14  | Tęcza Brusy (S)          | 28 | 5  | 5 | 18 | 33     | 64     | −31   | 20  | Spadek do klasy A         |              |
| 15  | Delta Miłoradz (S)       | 28 | 4  | 3 | 21 | 36     | 93     | −57   | 15  | Spadek do klasy A         |              |

### Grupa Słupsk

#### Drużyny
| Uczestnicy poprzedniej edycji                                                                                 | Uczestnicy poprzedniej edycji | Uczestnicy poprzedniej edycji | Uczestnicy poprzedniej edycji |
| --- | ----------------------------- | ----------------------------- | ----------------------------- |
| WYC | Sokół Wyczechy                | 1                             |                               |
| GR2 | Gryf II Słupsk                | 32                            |                               |
| DSN | Dolina Speranda Niepoględzie  | 42                            |                               |
| MKD | MKS Debrzno                   | 5                             |                               |
| KSD | Kaszubia Studzienice          | 6                             |                               |
| CZŁ | Piast Człuchów                | 7                             |                               |
| MTU | Myśliwiec Tuchomie            | 8                             |                               |
| PPO | Pomorze Potęgowo              | 9                             |                               |
| GAK | Garbarnia Kępice              | 10                            |                               |
| SDK | Skotawia Dębnica Kaszubska    | 11                            |                               |
| UNI | Unison Machowino              | 12                            |                               |
| CCZ | Czarni Czarne                 | 13                            |                               |
| Spadek z IV ligi 2022/2023                                                                                    |                               |                               |                               |
| grupa pomorska                                                                                                |                               |                               |                               |
| BYT | Bytovia Bytów                 | 17                            |                               |
| UST | Jantar Ustka                  | 19                            |                               |
| Awans z klasy A 2022/2023                                                                                     |                               |                               |                               |
| grupa Słupsk I                                                                                                |                               |                               |                               |
| ZSD | ZS Damnica                    | 1                             |                               |
| PBO | Polonez Bobrowniki            | 2                             |                               |
| grupa Słupsk II                                                                                               |                               |                               |                               |
| BMO | Błękitni Motarzyno            | 1                             |                               |
| GNA | Grom Nakla                    | 2                             |                               |
| Oznaczenia: - kolumna pierwsza – skróty nazw drużyn, - kolumna trzecia – miejsce zajęte w poprzednim sezonie. |                               |                               |                               |

Objaśnienia:
1. Sokół Wyczechy zrezygnował z awansu do IV ligi, w związku z czym awans uzyskał Start Miastko.
2. Gryf II Słupsk nie mógł awansować do IV ligi, ponieważ w tej lidze w tamtym sezonie grał pierwszy zespół tego klubu, w związku z czym do barażów zakwalifikowała się Dolina Speranda Niepoględzie, która jednak przegrała w nich z Wietcisą Skarszewy.

#### Tabela
| Lp. | Drużyna                          | M  | Z  | R | P  | Bramki | Bramki | Różn. | Pkt | Uwagi                       | Bezpośrednio |
| --- | -------------------------------- | -- | -- | - | -- | ------ | ------ | ----- | --- | --------------------------- | ------------ |
| 1   | Bytovia Bytów (M) (A)            | 34 | 32 | 1 | 1  | 176    | 30     | +146  | 97  | Awans do IV ligi            |              |
| 2   | Dolina Speranda Niepoględzie (B) | 34 | 24 | 4 | 6  | 102    | 38     | +64   | 76  | Baraże o awans do IV ligi   |              |
| 3   | Kaszubia Studzienice             | 34 | 23 | 3 | 8  | 131    | 46     | +85   | 72  |                             |              |
| 4   | Piast Człuchów                   | 34 | 22 | 5 | 7  | 77     | 40     | +37   | 71  |                             |              |
| 5   | Gryf II Słupsk                   | 34 | 22 | 3 | 9  | 124    | 64     | +60   | 69  |                             |              |
| 6   | Sokół Wyczechy                   | 34 | 20 | 5 | 9  | 119    | 46     | +73   | 65  |                             |              |
| 7   | Pomorze Potęgowo                 | 34 | 20 | 3 | 11 | 99     | 67     | +32   | 63  |                             |              |
| 8   | Jantar Ustka                     | 34 | 19 | 5 | 10 | 100    | 56     | +44   | 62  |                             |              |
| 9   | Myśliwiec Tuchomie               | 34 | 15 | 6 | 13 | 69     | 53     | +16   | 51  |                             |              |
| 10  | MKS Debrzno                      | 34 | 14 | 2 | 18 | 96     | 108    | −12   | 44  |                             |              |
| 11  | Skotawia Dębnica Kaszubska       | 34 | 11 | 7 | 16 | 54     | 81     | −27   | 40  | SDK – UNI 4:0 UNI – SDK 2:1 |              |
| 12  | Unison Machowino                 | 34 | 12 | 4 | 18 | 52     | 93     | −41   | 40  | SDK – UNI 4:0 UNI – SDK 2:1 |              |
| 13  | Czarni Czarne (S)                | 24 | 12 | 2 | 10 | 59     | 95     | −36   | 38  | Spadek do klasy A           |              |
| 14  | Polonez Bobrowniki (S)           | 34 | 11 | 4 | 19 | 67     | 91     | −24   | 37  | Spadek do klasy A           |              |
| 15  | ZS Damnica (S)                   | 34 | 3  | 7 | 24 | 44     | 135    | −91   | 16  | Spadek do klasy A           |              |
| 16  | Błękitni Motarzyno (S)           | 34 | 4  | 3 | 27 | 33     | 145    | −112  | 15  | Spadek do klasy A           |              |
| 17  | Grom Nakla (S)                   | 34 | 3  | 5 | 26 | 36     | 126    | −90   | 14  | Spadek do klasy A           |              |
| 18  | Garbarnia Kępice (S)             | 34 | 3  | 3 | 28 | 29     | 153    | −124  | 12  | Spadek do klasy A           |              |

### Baraże o awans do IV ligi
W barażach o awans wzięli udział wicemistrzowie wszystkich 3 grup klasy okręgowej na terenie woj. pomorskiego oraz 3. drużyna z grupy Gdańsk II. Zwycięzca dwustopniowych baraży uzyskał prawo do gry w IV lidze w następnym sezonie.

#### 1/2 finału
| 22 czerwca 2024 11:00 | Stoczniowiec Gdańsk · ?' ? · ?' ? · ?' ? · ?' ? · ?' ? · ?' ? · ?' ? | 7:0(?:0) | Wietcisa Skarszewy |  |
|                       |                                                                      |          |                    |  |

Awans do finału: Stoczniowiec Gdańsk
| 23 czerwca 2024 12:00 | Dolina Speranda Niepoględzie · ?' ? · ?' ? · ?' ? · ?' ? | 0:4(0:?) | Kolejarz Chojnice · ?' ? · ?' ? · ?' ? · ?' ? |  |
|                       |                                                          |          |                                               |  |

Awans do finału: Kolejarz Chojnice

#### Finał
| 29 czerwca 2024 11:00 | Stoczniowiec Gdańsk | 0:2(0:?) | Kolejarz Chojnice · ?' ? · ?' ? |  |
|                       |                     |          |                                 |  |

Zwycięzca: Kolejarz Chojnice

## Województwo śląskie

### Grupa śląska I

#### Drużyny
| Uczestnicy poprzedniej edycji                                                                                 | Uczestnicy poprzedniej edycji | Uczestnicy poprzedniej edycji | Uczestnicy poprzedniej edycji |
| --- | ----------------------------- | ----------------------------- | ----------------------------- |
| SSI | Start Sierakowice             | 2                             |                               |
| OMŚ | Odra Miasteczko Śląskie       | 3                             |                               |
| ŁAB | ŁTS Łabędy                    | 4                             |                               |
| TPA | Tempo Paniówki                | 5                             |                               |
| SIL | Silesia Miechowice            | 6                             |                               |
| CON | Concordia Knurów              | 7                             |                               |
| LŻY | LKS Żyglin                    | 8                             |                               |
| BBW | Burza Borowa Wieś             | 9                             |                               |
| OBO | Olimpia Boruszowice           | 10                            |                               |
| SOŚ | Sośnica Gliwice               | 11                            |                               |
| CZP | Czarni Pyskowice              | 12                            |                               |
| PRZ | Jedność 32 Przyszowice        | 13                            |                               |
| Awans z klasy A 2022/2023                                                                                     |                               |                               |                               |
| grupa Bytom                                                                                                   |                               |                               |                               |
| ONŚ | Orzeł Nakło Śląskie           | 1                             |                               |
| CSG | Czarni Sucha Góra             | 21                            |                               |
| grupa Zabrze                                                                                                  |                               |                               |                               |
| RKO | Ruch Kozłów                   | 1                             |                               |
| SPA | MOSiR Sparta Zabrze           | 2                             |                               |
| Oznaczenia: - kolumna pierwsza – skróty nazw drużyn, - kolumna trzecia – miejsce zajęte w poprzednim sezonie. |                               |                               |                               |

Objaśnienia:
1. Czarni Sucha Góra wygrali dwustopniowe baraże o awans do klasy okręgowej.

#### Tabela
| Lp. | Drużyna                         | M  | Z  | R | P  | Bramki | Bramki | Różn. | Pkt | Uwagi             | Bezpośrednio |
| --- | ------------------------------- | -- | -- | - | -- | ------ | ------ | ----- | --- | ----------------- | ------------ |
| 1   | Odra Miasteczko Śląskie (M) (A) | 30 | 27 | 0 | 3  | 107    | 33     | +74   | 81  | Awans do V ligi   |              |
| 2   | Jedność 32 Przyszowice (A)      | 30 | 18 | 5 | 7  | 88     | 33     | +55   | 59  | Awans do V ligi   |              |
| 3   | Silesia Miechowice (A)          | 30 | 18 | 4 | 8  | 67     | 53     | +14   | 58  | Awans do V ligi   |              |
| 4   | Sośnica Gliwice                 | 30 | 18 | 3 | 9  | 63     | 48     | +15   | 57  |                   |              |
| 5   | ŁTS Łabędy                      | 30 | 17 | 4 | 9  | 96     | 66     | +30   | 55  |                   |              |
| 6   | Burza Borowa Wieś               | 30 | 15 | 6 | 9  | 55     | 41     | +14   | 51  |                   |              |
| 7   | Start Sierakowice               | 30 | 16 | 2 | 12 | 72     | 48     | +24   | 50  |                   |              |
| 8   | Tempo Paniówki                  | 30 | 15 | 4 | 11 | 69     | 44     | +25   | 49  |                   |              |
| 9   | Concordia Knurów                | 30 | 13 | 7 | 10 | 68     | 51     | +17   | 46  |                   |              |
| 10  | LKS Żyglin                      | 30 | 11 | 6 | 13 | 60     | 65     | −5    | 39  |                   |              |
| 11  | Olimpia Boruszowice             | 30 | 11 | 5 | 14 | 54     | 63     | −9    | 38  |                   |              |
| 12  | Czarni Pyskowice                | 30 | 8  | 3 | 19 | 50     | 104    | −54   | 27  |                   |              |
| 13  | MOSiR Sparta Zabrze             | 30 | 7  | 4 | 19 | 51     | 89     | −38   | 25  |                   |              |
| 14  | Orzeł Nakło Śląskie             | 30 | 5  | 7 | 18 | 44     | 85     | −41   | 22  |                   |              |
| 15  | Ruch Kozłów                     | 30 | 6  | 3 | 21 | 44     | 91     | −47   | 21  |                   |              |
| 16  | Czarni Sucha Góra (S)           | 30 | 2  | 3 | 25 | 28     | 102    | −74   | 9   | Spadek do klasy A |              |

### Grupa śląska II

#### Drużyny
| Uczestnicy poprzedniej edycji                                                                                 | Uczestnicy poprzedniej edycji | Uczestnicy poprzedniej edycji | Uczestnicy poprzedniej edycji |
| --- | ----------------------------- | ----------------------------- | ----------------------------- |
| ŻAR | Zieloni Żarki                 | 2                             |                               |
| LOT | Lotnik Kościelec              | 3                             |                               |
| WOŹ | MLKS Woźniki                  | 42                            |                               |
| LKR | Liswarta Krzepice             | 5                             |                               |
| PAN | KS Panki                      | 6                             |                               |
| SK2 | Skra II Częstochowa           | 7                             |                               |
| JBO | Jedność Boronów               | 8                             |                               |
| KON | Lot Konopiska                 | 9                             |                               |
| SPS | Sparta Szczekociny            | 10                            |                               |
| ORZ | Orzeł Kiedrzyn                | 11                            |                               |
| AMG | Amator Golce                  | 12                            |                               |
| WKM | Warta Kamieńskie Młyny        | 13                            |                               |
| Awans z klasy A 2022/2023                                                                                     |                               |                               |                               |
| grupa Częstochowa I                                                                                           |                               |                               |                               |
| LPO | Liswarta Popów                | 1                             |                               |
| grupa Częstochowa II                                                                                          |                               |                               |                               |
| STR | Stradom Częstochowa           | 1                             |                               |
| grupa Lubliniec                                                                                               |                               |                               |                               |
| UKA | Unia Kalety                   | 1                             |                               |
| MKO | Mechanik Kochcice             | 31                            |                               |
| Oznaczenia: - kolumna pierwsza – skróty nazw drużyn, - kolumna trzecia – miejsce zajęte w poprzednim sezonie. |                               |                               |                               |

Objaśnienia:
1. Mechanik Kochcice wygrał dwustopniowe baraże o awans do klasy okręgowej.
2. MLKS Woźniki wycofał się po rundzie jesiennej.

#### Tabela
| Lp. | Drużyna                 | M  | Z  | R | P  | Bramki | Bramki | Różn. | Pkt | Uwagi                       | Bezpośrednio                |
| --- | ----------------------- | -- | -- | - | -- | ------ | ------ | ----- | --- | --------------------------- | --------------------------- |
| 1   | KS Panki (M) (A)        | 28 | 19 | 4 | 5  | 67     | 29     | +38   | 61  | Awans do V ligi             |                             |
| 2   | Skra II Częstochowa (A) | 28 | 18 | 5 | 5  | 77     | 31     | +46   | 59  | Awans do V ligi             | SK2 – LKR 2:0 LKR – SK2 0:1 |
| 3   | Liswarta Krzepice (A)   | 28 | 18 | 5 | 5  | 61     | 26     | +35   | 59  | Awans do V ligi             | SK2 – LKR 2:0 LKR – SK2 0:1 |
| 4   | Zieloni Żarki2 (A)      | 28 | 17 | 5 | 6  | 59     | 25     | +34   | 56  | Awans do V ligi             |                             |
| 5   | Lotnik Kościelec        | 28 | 15 | 5 | 8  | 66     | 38     | +28   | 50  |                             |                             |
| 6   | Jedność Boronów         | 28 | 13 | 9 | 6  | 54     | 36     | +18   | 48  |                             |                             |
| 7   | Stradom Częstochowa     | 28 | 13 | 6 | 9  | 46     | 47     | −1    | 45  |                             |                             |
| 8   | Warta Kamieńskie Młyny  | 28 | 12 | 8 | 8  | 64     | 40     | +24   | 44  |                             |                             |
| 9   | Unia Kalety             | 28 | 9  | 7 | 12 | 43     | 37     | +6    | 34  |                             |                             |
| 10  | Amator Golce            | 28 | 10 | 2 | 16 | 50     | 78     | −28   | 32  |                             |                             |
| 11  | Orzeł Kiedrzyn          | 28 | 9  | 2 | 17 | 33     | 57     | −24   | 29  |                             |                             |
| 12  | Liswarta Popów          | 28 | 6  | 5 | 17 | 39     | 64     | −25   | 23  | LPO – SPS 1:1 SPS – LPO 3:6 |                             |
| 13  | Sparta Szczekociny      | 28 | 6  | 5 | 17 | 50     | 75     | −25   | 23  | LPO – SPS 1:1 SPS – LPO 3:6 |                             |
| 14  | Lot Konopiska           | 28 | 5  | 1 | 22 | 41     | 87     | −46   | 16  |                             |                             |
| 15  | Mechanik Kochcice       | 28 | 4  | 3 | 21 | 30     | 110    | −80   | 15  |                             |                             |
| -   | MLKS Woźniki1           | 0  | 0  | 0 | 0  | 0      | 0      | 0     | 0   | Drużyna wycofana            |                             |

### Grupa śląska III

#### Drużyny
| Uczestnicy poprzedniej edycji                                                                                 | Uczestnicy poprzedniej edycji | Uczestnicy poprzedniej edycji | Uczestnicy poprzedniej edycji |
| --- | ----------------------------- | ----------------------------- | ----------------------------- |
| LKR | LKS Krzyżanowice              | 2                             |                               |
| LNĘ | LKS 1908 Nędza                | 3                             |                               |
| ŚWI | Forteca Świerklany            | 4                             |                               |
| JA2 | GKS II Jastrzębie             | 5                             |                               |
| CZG | Czarni Gorzyce                | 6                             |                               |
| PPO | Płomień Połomia               | 7                             |                               |
| NAP | Naprzód Czyżowice             | 8                             |                               |
| RAD | Górnik Radlin                 | 11                            |                               |
| ZAM | Zameczek Czernica             | 131                           |                               |
| RUP | Granica Ruptawa               | 141                           |                               |
| GAS | Dąb Gaszowice                 | 151                           |                               |
| Spadek z IV ligi 2022/2023                                                                                    |                               |                               |                               |
| grupa śląska II                                                                                               |                               |                               |                               |
| UNR | Unia Racibórz                 | 14                            |                               |
| Awans z klasy A 2022/2023                                                                                     |                               |                               |                               |
| grupa Racibórz                                                                                                |                               |                               |                               |
| NSY | Naprzód Syrynia               | 1                             |                               |
| SLU | Silesia Lubomia               | 52                            |                               |
| grupa Rybnik                                                                                                  |                               |                               |                               |
| RUS | Ruch Stanowice                | 1                             |                               |
| SMS | Start Mszana                  | 32                            |                               |
| Oznaczenia: - kolumna pierwsza – skróty nazw drużyn, - kolumna trzecia – miejsce zajęte w poprzednim sezonie. |                               |                               |                               |

Objaśnienia:
1. LKS Raszczyce, Pierwszy Chwałowice i Gwiazda Skrzyszów wycofały się po zakończeniu poprzedniego sezonu, w związku z czym utrzymały się Zameczek Czernica, Granica Ruptawa i Dąb Gaszowice[4][5].
2. Silesia Lubomia i Start Mszana wygrały dwustopniowe baraże o awans do klasy okręgowej.

#### Tabela
| Lp. | Drużyna                    | M  | Z  | R  | P  | Bramki | Bramki | Różn. | Pkt | Uwagi                       | Bezpośrednio |
| --- | -------------------------- | -- | -- | -- | -- | ------ | ------ | ----- | --- | --------------------------- | ------------ |
| 1   | Forteca Świerklany (M) (A) | 30 | 22 | 4  | 4  | 77     | 25     | +52   | 70  | Awans do V ligi             |              |
| 2   | Czarni Gorzyce1            | 30 | 19 | 5  | 6  | 81     | 34     | +47   | 62  |                             |              |
| 3   | LKS Krzyżanowice (A)       | 30 | 17 | 8  | 5  | 86     | 50     | +36   | 59  | Awans do V ligi             |              |
| 4   | Naprzód Syrynia1           | 30 | 16 | 4  | 10 | 66     | 54     | +12   | 52  |                             |              |
| 5   | Płomień Połomia1           | 30 | 13 | 12 | 5  | 61     | 43     | +18   | 51  |                             |              |
| 6   | GKS II Jastrzębie1 (A)     | 30 | 14 | 5  | 11 | 98     | 58     | +40   | 47  | Awans do V ligi             |              |
| 7   | Ruch Stanowice             | 30 | 13 | 7  | 10 | 71     | 73     | −2    | 46  |                             |              |
| 8   | Naprzód Czyżowice          | 30 | 13 | 3  | 14 | 63     | 58     | +5    | 42  |                             |              |
| 9   | LKS 1908 Nędza             | 30 | 11 | 8  | 11 | 56     | 49     | +7    | 41  |                             |              |
| 10  | Silesia Lubomia            | 30 | 9  | 12 | 9  | 42     | 48     | −6    | 39  | SLU – RAD 0:0 RAD – SLU 0:0 |              |
| 11  | Górnik Radlin              | 30 | 10 | 9  | 11 | 38     | 47     | −9    | 39  | SLU – RAD 0:0 RAD – SLU 0:0 |              |
| 12  | Unia Racibórz              | 30 | 9  | 9  | 12 | 74     | 61     | +13   | 36  |                             |              |
| 13  | Granica Ruptawa            | 30 | 8  | 7  | 15 | 52     | 70     | −18   | 31  |                             |              |
| 14  | Dąb Gaszowice              | 30 | 6  | 8  | 16 | 42     | 78     | −36   | 26  |                             |              |
| 15  | Zameczek Czernica          | 30 | 6  | 2  | 22 | 37     | 100    | −63   | 20  |                             |              |
| 16  | Start Mszana (S)           | 30 | 2  | 1  | 27 | 23     | 119    | −96   | 7   | Spadek do klasy A           |              |

### Grupa śląska IV

#### Drużyny
| Uczestnicy poprzedniej edycji                                                                                 | Uczestnicy poprzedniej edycji | Uczestnicy poprzedniej edycji | Uczestnicy poprzedniej edycji |
| --- | ----------------------------- | ----------------------------- | ----------------------------- |
| RC2 | Ruch II Chorzów               | 2                             |                               |
| MIK | AKS Mikołów                   | 3                             |                               |
| KA2 | GKS II Katowice               | 4                             |                               |
| CKS | CKS Czeladź                   | 5                             |                               |
| PIM | Pogoń Imielin                 | 6                             |                               |
| SRM | Sarmacja Będzin               | 7                             |                               |
| CRO | Cyklon Rogoźnik               | 8                             |                               |
| WOJ | Górnik Wojkowice              | 9                             |                               |
| GPI | Górnik Piaski                 | 10                            |                               |
| Spadek z IV ligi 2022/2023                                                                                    |                               |                               |                               |
| grupa śląska I                                                                                                |                               |                               |                               |
| ŚCE | Śląsk Świętochłowice          | 14                            |                               |
| UKO | Unia Kosztowy                 | 15                            |                               |
| ZAW | Warta Zawiercie               | 16                            |                               |
| Awans z klasy A 2022/2023                                                                                     |                               |                               |                               |
| grupa Katowice                                                                                                |                               |                               |                               |
| MOK | Orzeł Mokre                   | 1                             |                               |
| URŚ | Urania Ruda Śląska            | 2                             |                               |
| grupa Sosnowiec                                                                                               |                               |                               |                               |
| OŻE | Ostoja Żelisławice            | 1                             |                               |
| ŁŁA | Łazowianka Łazy               | 2                             |                               |
| Oznaczenia: - kolumna pierwsza – skróty nazw drużyn, - kolumna trzecia – miejsce zajęte w poprzednim sezonie. |                               |                               |                               |

#### Tabela
| Lp. | Drużyna                  | M  | Z  | R | P  | Bramki | Bramki | Różn. | Pkt | Uwagi                       | Bezpośrednio |
| --- | ------------------------ | -- | -- | - | -- | ------ | ------ | ----- | --- | --------------------------- | ------------ |
| 1   | AKS Mikołów (M) (A)      | 30 | 26 | 1 | 3  | 124    | 22     | +102  | 79  | Awans do V ligi             |              |
| 2   | Ruch II Chorzów (A)      | 30 | 22 | 2 | 6  | 133    | 34     | +99   | 68  | Awans do V ligi             |              |
| 3   | Śląsk Świętochłowice (A) | 30 | 20 | 2 | 8  | 79     | 45     | +34   | 62  | Awans do V ligi             |              |
| 4   | GKS II Katowice          | 30 | 18 | 7 | 5  | 66     | 28     | +38   | 61  |                             |              |
| 5   | Cyklon Rogoźnik          | 30 | 17 | 3 | 10 | 71     | 46     | +25   | 54  | CRO – WOJ 2:1 WOJ – CRO 2:2 |              |
| 6   | Górnik Wojkowice         | 30 | 16 | 6 | 8  | 53     | 46     | +7    | 54  | CRO – WOJ 2:1 WOJ – CRO 2:2 |              |
| 7   | CKS Czeladź              | 30 | 16 | 3 | 11 | 68     | 51     | +17   | 51  |                             |              |
| 8   | Górnik Piaski            | 30 | 11 | 8 | 11 | 63     | 75     | −12   | 41  |                             |              |
| 9   | Sarmacja Będzin          | 30 | 10 | 4 | 16 | 40     | 57     | −17   | 34  |                             |              |
| 10  | Urania Ruda Śląska       | 30 | 10 | 3 | 17 | 55     | 83     | −28   | 33  |                             |              |
| 11  | Pogoń Imielin            | 30 | 10 | 2 | 18 | 35     | 82     | −47   | 32  |                             |              |
| 12  | Ostoja Żelisławice       | 30 | 8  | 5 | 17 | 38     | 75     | −37   | 29  |                             |              |
| 13  | Unia Kosztowy            | 30 | 7  | 6 | 17 | 35     | 57     | −22   | 27  |                             |              |
| 14  | Warta Zawiercie          | 30 | 8  | 2 | 20 | 34     | 77     | −43   | 26  |                             |              |
| 15  | Orzeł Mokre              | 30 | 6  | 4 | 20 | 42     | 66     | −24   | 22  |                             |              |
| 16  | Łazowianka Łazy (S)      | 30 | 2  | 8 | 20 | 30     | 122    | −92   | 14  | Spadek do klasy A           |              |

### Grupa śląska V

#### Drużyny
| Uczestnicy poprzedniej edycji                                                                                 | Uczestnicy poprzedniej edycji | Uczestnicy poprzedniej edycji | Uczestnicy poprzedniej edycji |
| --- | ----------------------------- | ----------------------------- | ----------------------------- |
| MDR | KS Międzyrzecze               | 2                             |                               |
| GO2 | LKS II Goczałkowice Zdrój     | 3                             |                               |
| ISK | Iskra Pszczyna                | 4                             |                               |
| RBR | Rotuz Bronów                  | 5                             |                               |
| WCE | GLKS Wilkowice                | 6                             |                               |
| BST | LKS Bestwina                  | 7                             |                               |
| ZET | ZET Tychy                     | 8                             |                               |
| PAS | Pasjonat Dankowice            | 9                             |                               |
| BKS | BKS Stal Bielsko-Biała        | 10                            |                               |
| JUW | JUW-e Jaroszowice             | 11                            |                               |
| CZJ | Czarni Jaworze                | 12                            |                               |
| Spadek z IV ligi 2022/2023                                                                                    |                               |                               |                               |
| grupa śląska II                                                                                               |                               |                               |                               |
| DRZ | Drzewiarz Jasienica           | 16                            |                               |
| Awans z klasy A 2022/2023                                                                                     |                               |                               |                               |
| grupa Bielsko-Biała                                                                                           |                               |                               |                               |
| KOB | Soła Kobiernice               | 1                             |                               |
| SZA | Sokół Zabrzeg                 | 21                            |                               |
| grupa Tychy                                                                                                   |                               |                               |                               |
| PGB | Piast Gol Bieruń              | 1                             |                               |
| LST | LKS Studzionka                | 51                            |                               |
| Oznaczenia: - kolumna pierwsza – skróty nazw drużyn, - kolumna trzecia – miejsce zajęte w poprzednim sezonie. |                               |                               |                               |

Objaśnienia:
1. Sokół Zabrzeg i LKS Studzionka wygrały dwustopniowe baraże o awans do klasy okręgowej.

#### Tabela
| Lp. | Drużyna                     | M  | Z  | R | P  | Bramki | Bramki | Różn. | Pkt | Uwagi            | Bezpośrednio |
| --- | --------------------------- | -- | -- | - | -- | ------ | ------ | ----- | --- | ---------------- | ------------ |
| 1   | Drzewiarz Jasienica (M) (A) | 30 | 26 | 3 | 1  | 99     | 16     | +83   | 81  | Awans do V ligi  |              |
| 2   | GLKS Wilkowice (A)          | 30 | 24 | 1 | 5  | 115    | 34     | +81   | 73  | Awans do V ligi  |              |
| 3   | BKS Stal Bielsko-Biała (A)  | 30 | 22 | 2 | 6  | 129    | 33     | +96   | 68  | Awans do V ligi  |              |
| 4   | Iskra Pszczyna1 (A)         | 30 | 21 | 4 | 5  | 110    | 33     | +77   | 67  | Awans do V ligi  |              |
| 5   | LKS II Goczałkowice Zdrój   | 30 | 16 | 2 | 12 | 83     | 65     | +18   | 50  |                  |              |
| 6   | Czarni Jaworze              | 30 | 15 | 4 | 11 | 61     | 41     | +20   | 49  |                  |              |
| 7   | ZET Tychy                   | 30 | 15 | 2 | 13 | 82     | 91     | −9    | 47  |                  |              |
| 8   | JUW-e Jaroszowice           | 30 | 14 | 4 | 12 | 45     | 46     | −1    | 46  |                  |              |
| 9   | Soła Kobiernice             | 30 | 13 | 4 | 13 | 68     | 74     | −6    | 43  |                  |              |
| 10  | Rotuz Bronów                | 30 | 12 | 2 | 16 | 69     | 58     | +11   | 38  |                  |              |
| 11  | Pasjonat Dankowice          | 30 | 11 | 2 | 17 | 64     | 71     | −7    | 35  |                  |              |
| 12  | LKS Bestwina                | 30 | 9  | 5 | 16 | 58     | 82     | −24   | 32  |                  |              |
| 13  | Sokół Zabrzeg               | 30 | 7  | 5 | 18 | 42     | 96     | −54   | 26  |                  |              |
| 14  | Piast Gol Bieruń            | 30 | 4  | 6 | 20 | 43     | 120    | −77   | 18  |                  |              |
| 15  | LKS Studzionka              | 30 | 5  | 2 | 23 | 47     | 116    | −69   | 17  |                  |              |
| 16  | KS Międzyrzecze2            | 30 | 1  | 2 | 27 | 15     | 154    | −139  | 5   | Drużyna wycofana |              |

### Grupa śląska VI

#### Drużyny
| Uczestnicy poprzedniej edycji                                                                                 | Uczestnicy poprzedniej edycji | Uczestnicy poprzedniej edycji | Uczestnicy poprzedniej edycji |
| --- | ----------------------------- | ----------------------------- | ----------------------------- |
| SKO | Beskid 09 Skoczów             | 2                             |                               |
| RAW | GKS Radziechowy-Wieprz        | 3                             |                               |
| MIL | Podhalanka Milówka            | 4                             |                               |
| LŚL | LKS Ślemień                   | 5                             |                               |
| CKS | CKS Piast Cieszyn             | 6                             |                               |
| BOR | Bory Pietrzykowice            | 7                             |                               |
| GÓR | Góral Istebna                 | 8                             |                               |
| SPZ | Spójnia Zebrzydowice          | 9                             |                               |
| SOR | Soła Rajcza                   | 10                            |                               |
| WST | Wisła Strumień                | 11                            |                               |
| WSS | WSS Wisła                     | 12                            |                               |
| Spadek z IV ligi 2022/2023                                                                                    |                               |                               |                               |
| grupa śląska II                                                                                               |                               |                               |                               |
| BŁY | Błyskawica Drogomyśl          | 15                            |                               |
| Awans z klasy A 2022/2023                                                                                     |                               |                               |                               |
| grupa Skoczów                                                                                                 |                               |                               |                               |
| OGO | Olimpia Goleszów              | 1                             |                               |
| VHA | Victoria Hażlach              | 2                             |                               |
| grupa Żywiec                                                                                                  |                               |                               |                               |
| ŚRU | Stal-Śrubiarnia Żywiec        | 1                             |                               |
| ŻAB | Skałka Żabnica                | 2                             |                               |
| Oznaczenia: - kolumna pierwsza – skróty nazw drużyn, - kolumna trzecia – miejsce zajęte w poprzednim sezonie. |                               |                               |                               |

#### Tabela
| Lp. | Drużyna                      | M  | Z  | R | P  | Bramki | Bramki | Różn. | Pkt | Uwagi                       | Bezpośrednio |
| --- | ---------------------------- | -- | -- | - | -- | ------ | ------ | ----- | --- | --------------------------- | ------------ |
| 1   | Błyskawica Drogomyśl (M) (A) | 30 | 22 | 5 | 3  | 92     | 29     | +63   | 71  | Awans do V ligi             |              |
| 2   | Beskid 09 Skoczów (A)        | 30 | 20 | 6 | 4  | 78     | 23     | +55   | 66  | Awans do V ligi             |              |
| 3   | Stal-Śrubiarnia Żywiec (A)   | 30 | 20 | 4 | 6  | 84     | 43     | +41   | 64  | Awans do V ligi             |              |
| 4   | Podhalanka Milówka1 (A)      | 30 | 16 | 9 | 5  | 61     | 36     | +25   | 57  | Awans do V ligi             |              |
| 5   | CKS Piast Cieszyn            | 30 | 18 | 2 | 10 | 100    | 57     | +43   | 56  |                             |              |
| 6   | Wisła Strumień               | 30 | 16 | 7 | 7  | 77     | 53     | +24   | 55  |                             |              |
| 7   | Bory Pietrzykowice           | 30 | 13 | 6 | 11 | 55     | 54     | +1    | 45  |                             |              |
| 8   | GKS Radziechowy-Wieprz       | 30 | 11 | 8 | 11 | 75     | 65     | +10   | 41  | RAW – GÓR 0:2 GÓR – RAW 1:3 |              |
| 9   | Góral Istebna                | 30 | 12 | 5 | 13 | 61     | 60     | +1    | 41  | RAW – GÓR 0:2 GÓR – RAW 1:3 |              |
| 10  | Victoria Hażlach             | 30 | 11 | 5 | 14 | 57     | 70     | −13   | 38  |                             |              |
| 11  | WSS Wisła                    | 30 | 10 | 6 | 14 | 56     | 68     | −12   | 36  |                             |              |
| 12  | Spójnia Zebrzydowice         | 30 | 9  | 7 | 14 | 58     | 74     | −16   | 34  |                             |              |
| 13  | LKS Ślemień                  | 30 | 6  | 7 | 17 | 42     | 73     | −31   | 25  |                             |              |
| 14  | Soła Rajcza                  | 30 | 6  | 5 | 19 | 37     | 78     | −41   | 23  |                             |              |
| 15  | Skałka Żabnica               | 30 | 4  | 2 | 24 | 45     | 112    | −67   | 14  |                             |              |
| 16  | Olimpia Goleszów (S)         | 30 | 1  | 6 | 23 | 35     | 118    | −83   | 9   | Spadek do klasy A           |              |